# 福田佳弘
福田 佳弘（ふくだ よしひろ、1969年10月11日 - ）は、日本の元俳優。大阪府出身。ソルトアースに所属していた。

## 略歴
1991年、『代表取締役刑事』で俳優デビュー。
1996年、『激走戦隊カーレンジャー』に上杉実 / グリーンレーサー役で出演。
2012年ごろに引退。現在は結婚し、子育てに専念しているとのこと。

## 人物
特技はベースギター、殺陣 。自身が大阪出身、阪神タイガースのファンであることから、『カーレンジャー』にも同様に設定されている。
娘は声優の福田聖月。
『五星戦隊ダイレンジャー』にゲスト出演した次の作品の『忍者戦隊カクレンジャー』と『激走戦隊カーレンジャー』の前作『超力戦隊オーレンジャー』のオーディションを受けたことがあった。
『カーレンジャー』で主役を務めた第40話「浪速ともあれスクランブル交差ロボ!?」のシナリオは福田自身が発案したという。同話に登場するタイガースグッズは、福田の実家から取り寄せた私物である。台本では関西弁が間違っていることが多かったためほぼ福田のアドリブとなっていたが、その後のアフレコでは何を喋ったか忘れることも多く、途中から何を喋っても良いようにあまり口を空けずに演技するようになった。
『カーレンジャー』で共演した岸祐二は、福田について年長でキャリアもあることから俳優としての経験が浅い他のメンバーを牽引する役割を担い、アイデアマンでもあったと証言している。また、岸自身にとって福田はかけがえのない友人であり最高の相方であったと述べている。

## 出演

### テレビドラマ
- 代表取締役刑事 第33話（1991年）
- スーパー戦隊シリーズ
  - 五星戦隊ダイレンジャー 第36話（1993年）若者 役
  - 激走戦隊カーレンジャー（1996年 - 1997年）上杉実 / グリーンレーサー 役
- 山村美紗サスペンス 看護婦探偵戸田鮎子「代理母殺人事件」（1994年7月11日）
- 静かなるドン 第1話（1994年）
- メタルヒーローシリーズ
  - ビーロボカブタック 第36話（1997年）司会 役
  - テツワン探偵ロボタック 第15話（1998年）樺秀磨 役
- 女刑事ふたり（2002年9月14日）
- エコエコアザラク〜眼〜 第1話（2004年）
- ウルトラQ dark fantasy 第6話（2004年）山井 役

### 映画
- 人妻Mの秘密 覗かれた欲望（1998年）
- 盗撮病棟 覗かれた看護婦（1999年）
- The 密白（2001年）

### オリジナルビデオ
- 妖女伝説セイレーン2（1994年）
- ジ・ゴ・ロ2（1995年）
- THE レイプマン7（1995年）
- 企業戦士YAMAZAKI（1995年）
- スーパー戦隊シリーズ
  - 激走戦隊カーレンジャー ヒーロースクール（1996年）上杉実 役
  - 激走戦隊カーレンジャーVSオーレンジャー（1997年）上杉実 / グリーンレーサー 役
  - 電磁戦隊メガレンジャーVSカーレンジャー（1998年）上杉実 / グリーンレーサー 役
- 看護婦調教（1997年）
- 痴漢手記 午前8時の性衝動（1997年）
- ウルトラセブン1999最終章6部作 第1話（1999年）
- 姐極道 菩薩の龍子（2000年）
- 銀座ミッドナイトストーリー ゆーとぴあ 白い蕾（2000年）
- 雀狼伝1・2・3 必殺!!亜空間殺法（2000年 - 2001年）
- JINGI 仁義27・39（2001年・2004年）
- ブルースの錠2 殺しの一匹狼（2001年）
- 民事介入暴力 非合法領域1・2・3（2001年 - 2003年）
- 麻雀飛龍伝説 天牌1・2・4（2001年 - 2002年）
- 釣神 フィッシュマスター1（2002年）
- フィッシングマスター 釣神2（2002年）
- 実録ぼったくり 風営法全史（2003年）
- サドルの女（2004年）

### 舞台
- 和興芸能30周年記念公演「ENDLESS HILLS」（2012年6月29日 - 7月1日、築地ブディストホール）
- セイギノミカタ（2012年12月12日 - 16日、絵本塾ホール）